# Philipp von Lalaing (1537–1582)
Graf Philipp von Lalaing  (* 1537 in Lallaing; † 24. Mai 1582 in Bergen) war Baron von Escornaix und Herr von Waurin sowie Statthalter des Hennegaus und Generalleutnant.

## Herkunft
Seine Eltern waren der Seneschall von Flandern Graf Karl II. von Lalaing († 1558) und Margaretha de Croÿ († 1549).

## Leben
Im Jahr 1574 wurde er zum Statthalter des Henegau ernannt. Im Jahr 1576 erhielt er von den in Gent versammelten Generalstaaten den Auftrag, die Spanier zu vertreiben und religiöser Toleranz zu fordern („Genter Pazifikation“). Als dann zur Beendigung der Meuterei in Aalst vom Herzog von Aerschot Truppen geworben wurden, ernannte man Lalaing zum Generalleutnant. Er kommandierte das staatische Fußvolk. Er war danach einer der Unterhändler, die dem Herzog von Anjou die Statthalterschaft über die Provinzen anboten. 1577 war er einer der Organisatoren der Union von Brüssel. Als es zum Bruch zwischen den Calvinisten und den Katholiken kam, folgte auch er, wie der ganze Adel der südlichen Niederlande, dem Aufruf des Herzogs von Aerschot, zum Gehorsam gegen den König von Spanien zurückzukehren. Der Entschluss wurde durch den Einfluss seines Halbbruders Emanuel von Lalaing (1557–1590), Baron von Montigny, beschleunigt. So trat am 23. Mai 1579 der Hennegau geschlossen der Union von Arras bei.
Nach seiner Versöhnung mit Philipp II. wurde er Mitglied des Staatsrates in Brüssel. Als Truppenführer konnte er sich durch die Eroberung von Landrecies im Oktober 1579 auszeichnen. Er starb im Jahr 1582, wie man erzählt, durch einen Schlag seines eigenen Pferdes tödlich getroffen.

## Familie
Lalaing heiratete am 7. Juni 1569 Margaretha von Ligne (* 24. Februar 1552; † 24. Februar 1611), Tochter von Johann von Ligne. Das Paar hatte eine Tochter:
- Margaretha (1574–1650) ⚭ Florent von Berlaymont (1550–1626), Statthalter von Luxemburg